# Il grande Fausto
Il grande Fausto è una miniserie televisiva italiana del 1995.
La fiction ripercorre la vita di Fausto Coppi, mito del ciclismo, ritraendo una pagina storica importante dell'Italia. Il protagonista è interpretato da Sergio Castellitto, gli altri interpreti principali sono Ornella Muti, nel ruolo della Dama Bianca, e Bruno Ganz, che interpreta il massaggiatore cieco Biagio Cavanna.
Diretta da Alberto Sironi, la fiction fu scritta dal regista insieme a Gianni Celati e Giuseppe Tornatore.

## Trama

### Prima puntata
Coppi è sul letto, morente, a causa della malaria.
Con un flash-back, la storia parte dall'inizio, seguendo cronologicamente le vicende che hanno caratterizzato la nascita di Coppi come sportivo: la conoscenza di Cavanna, la firma del contratto con la squadra di Girardengo. La narrazione segue poi la crescita di Coppi come campione: l'arruolamento presso la squadra di Gino Bartali (la Legnano), le prime vittorie (il Giro d'Italia del 1940) e la rivalità con il campione fiorentino. Poi l'interruzione della carriera a causa della guerra e del reclutamento militare. Le vicende sportive vengono inframezzate dal racconto delle storie personali: il fidanzamento e il matrimonio con Bruna Ciampolini, la morte del padre, il rapporto complicato con il fratello Serse.
Il passaggio di Coppi alla Bianchi segna l'inizio del periodo d'oro, caratterizzato dalle più grandi vittorie, tra cui quella di Giro e Tour nello stesso anno (1949). La crescita della popolarità e i periodi di sconforto dovuti ai numerosi infortuni inaspriscono dall'altro lato il carattere di Fausto, producendo una crisi nel rapporto con la moglie.

### Seconda puntata
A causa di una emorragia cerebrale causata da una caduta in gara, il fratello Serse muore. L'iniziale tristezza di Fausto e il desiderio di lasciare il ciclismo rinnovano però in lui un'altra grande stagione di vittorie, culminata con la conquista del campionato del mondo nel 1953, unica corsa che Coppi non era ancora riuscito a vincere. Il rapporto con Giulia Locatelli (nel frattempo ribattezzata dalla stampa come “la Dama Bianca”), diventa sempre più invadente nella vita privata del campione, e gli scandali mediatici legati al suo nome sempre più presenti accanto alle pagine relative alle vittorie sportive. Le vicende umane influiscono sempre di più su quelle professionali: Coppi, in una Italia che sta vivendo gli anni della ricostruzione e del boom economico, vede incarcerare la sua amante a causa di scelte personali che la morale “ufficiale” dello stato non è ancora capace di accettare.
L'ultima parte dello sceneggiato si allontana dalle vicende sportive per insistere sulla dimensione sentimentale-amorosa di Coppi, che viene ritratto come un uomo profondamente in crisi, incapace di risolvere le proprie emozioni sia sul piano emotivo che su quello sportivo. Il finale è naturalmente dedicato alla misteriosa (e ben nota) vicenda della morte di Coppi, dovuta alla malaria contratta nel suo ultimo viaggio in Africa.

## Distribuzione
In seguito, uscì una versione in Home Video in due DVD, distribuita da Meditalia e Rai Trade.